# Wilbert Bowes
Wilbert „Bill“ O. Bowes (* 1925; † 21. März 2008 in Kingston) war ein jamaikanischer Polizeibeamter und Polizeichef (Police Commissioner).

## Leben
Bowes trat am 16. August 1943 in die 1867 von den Briten gegründete Jamaica Constabulary Force (JCF) ein. Acht Jahre später erfolgte seine erste Beförderung zum Corporal of Police. Er durchlief alle Dienstgrade und wurde im August 1980 zum Commissioner of Police, dem höchsten Dienstgrad der jamaikanischen Polizei, befördert. Aus gesundheitlichen Gründen wurde er vorzeitig im April 1982 nach 39 Dienstjahren pensioniert.
Bowes starb im März 2008 im University Hospital of the West Indies, Kingston, und wurde im Dovecot Memorial Park beerdigt.

## Auszeichnungen
- Commander des Order of Distinction (CD)